# Grand Prix automobile de Chine 2015
GP précédent GP suivant
Le Grand Prix automobile de Chine 2015 (2015 Formula 1 Chinese Grand Prix), disputé le 12 avril 2015 sur le circuit international de Shanghai à Shanghai, est la 919e épreuve du championnat du monde de Formule 1 courue depuis 1950 et la troisième manche du championnat 2015. Il s'agit de la douzième édition du Grand Prix de Chine courue à Shanghai depuis 2004.
Dès sa première tentative, au début de la troisième phase des qualifications, Lewis Hamilton s'assure sa troisième pole position consécutive cette saison, la quarante-et-unième de sa carrière. Son coéquipier Nico Rosberg se rapproche à 42 millièmes de seconde sous le drapeau à damier pour une nouvelle première ligne aux couleurs des Flèches d'Argent. Dans les derniers instants de la session, Sebastian Vettel parvient à devancer les deux Williams et réalise le troisième temps, à un peu moins d'une seconde d'Hamilton ; il part en deuxième ligne, en compagnie de Felipe Massa, alors que Valtteri Bottas devance Kimi Räikkönen sur la troisième ligne. Daniel Ricciardo, septième, et Romain Grosjean, huitième, s'élancent côte à côte sur la quatrième ligne. À nouveau, les McLaren-Honda de Jenson Button et Fernando Alonso n'ont pas dépassé la Q1 et ne devancent que les Manor-Marussia en fond de grille.
Lewis Hamilton réalise son septième hat-trick depuis ses débuts en Formule 1 et passe tout près d'un Grand Chelem à l'issue des cinquante-six tours d'une course qu'il mène de bout en bout, si on excepte les brefs passages en tête de  Nico Rosberg lors de son premier arrêt au stand et de Kimi Räikkönen lors du suivant. Le champion du monde en titre déclare d'ailleurs que dans cette course, son coéquipier « n'a jamais représenté une menace ». Il remporte ainsi sa deuxième victoire de la saison, la trente-cinquième de sa carrière et Mercedes obtient le dix-huitième doublé de son histoire. Comme à Melbourne, un mois plus tôt, Sebastian Vettel monte sur la troisième marche du podium après avoir roulé à distance respectable des Flèches d'Argent. 
De son côté, Kimi Räikkönen dépasse les deux Williams dans le premier tour pour aller chercher les douze points de la quatrième place. Les six premières positions ne changent pas jusqu'au terme de la course, Felipe Massa et Valtteri Bottas finissant cinquième et sixième. Romain Grosjean marque ses premiers points de la saison en se classant septième devant Felipe Nasr ; Daniel Ricciardo et Marcus Ericsson prennent les points restants. La course s'achève au ralenti derrière la voiture de sécurité envoyée en piste au cinquante-quatrième tour à cause de la Toro Rosso STR10 de Max Verstappen, immobilisée en panne au milieu de la ligne droite des stands. 
Lewis Hamilton augmente son avance en tête du championnat du monde avec 68 points contre 55 pour Vettel et 51 pour Rosberg ; Felipe Massa, avec 30 points, devance Räikkönen (24 points), Valtteri Bottas (18 points) et Felipe Nasr (14 points). Mercedes conserve la tête du championnat avec 119 points devant Ferrari (79 points) et Williams (48 points) ; suivent Sauber (19 points), Red Bull Racing (13 points) qui passe Toro Rosso (12 points), Force India (7 points) et Lotus F1 Team qui inscrit ses 6 premiers points. McLaren et Manor Marussia n'ont pas encore inscrit de point.

## Essais libres

### Première séance, le vendredi de 10 h à 11 h 30
| Pos. | Pilote           | Voiture          | Chrono         | Écart     |
| ---- | ---------------- | ---------------- | -------------- | --------- |
| 1    | Lewis Hamilton   | Mercedes         | 1 min 39 s 033 |           |
| 2    | Nico Rosberg     | Mercedes         | 1 min 39 s 574 | + 0 s 541 |
| 3    | Sebastian Vettel | Ferrari          | 1 min 40 s 157 | + 1 s 124 |
| 4    | Kimi Räikkönen   | Ferrari          | 1 min 40 s 661 | + 1 s 628 |
| 5    | Felipe Nasr      | Sauber-Ferrari   | 1 min 41 s 012 | + 1 s 979 |
| 6    | Daniel Ricciardo | Red Bull-Renault | 1 min 41 s 029 | + 1 s 996 |

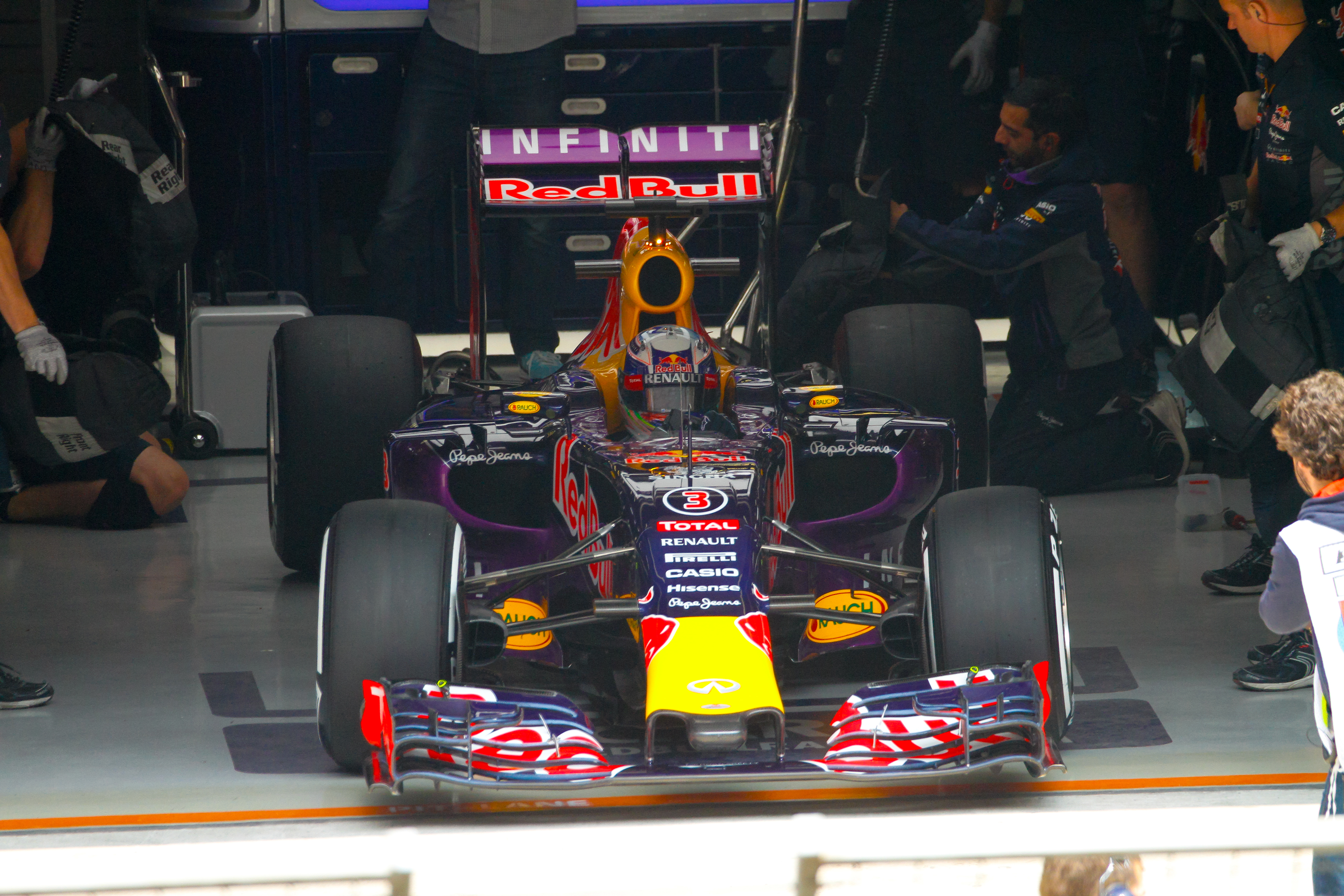
Daniel Ricciardo au Grand Prix de Chine 2015.

La température ambiante est de 13 °C et le soleil brille au-dessus de Shanghai au départ de la première séance d'essais libres du Grand Prix. Les pilotes s'élancent les uns après les autres pour effectuer chacun leurs tours d'installation et, alors que la séance est entamée depuis un quart d'heure, Nico Rosberg établit le temps de référence en 1 min 40 s 412 avec le train supplémentaire de pneus à la disposition de chaque pilote pendant la première demi-heure,,.
Jolyon Palmer, champion GP2 Series en titre, part en tête-à-queue sans conséquence, tandis que son coéquipier Pastor Maldonado se fait également piéger en sortant large sur une piste glissante ; le Vénézuelien se rattrape dans la foulée en prenant la deuxième place, en 1 min 41 s 335, devant les Ferrari de Sebastian Vettel (1 min 41 s 338) et Kimi Räikkönen (1 min 41 s 554),,.
Après une demi-heure, tous les pilotes rentrent au stand afin d'observer une pause qui ne se passe pas comme prévu pour Felipe Nasr : sa Sauber C34 doit être entièrement démontée, privant le novice brésilien d'un précieux temps de roulage. Reparti avec les pneus les plus durs apportés par Pirelli, Rosberg, un des seuls en piste, se fait surprendre par un blocage de roue au freinage et sort légèrement ; il améliore peu après son meilleur tour, en 1 min 39 s 574 tandis que son coéquipier Lewis Hamilton, piégé par des bourrasques, part plusieurs fois à la faute dans l'épingle du dernier secteur. Quelques minutes plus tard, il prend la tête du classement, en 1 min 39 s 033,,.
Fernando Alonso et Jenson Button, sur leur McLaren MP4-30, tournent à 3 secondes du temps d'Hamilton, Räikkönen et Vettel, sur leurs Ferrari SF15-T, à plus d'une seconde. Dans les dernières minutes, Nasr peut enfin reprendre la piste et se hisse, en 1 min 41 s 012, entre les Ferrari et les Red Bull Racing de Daniel Ricciardo et Daniil Kvyat,,.
- Jolyon Palmer, pilote essayeur chez Lotus F1 Team, remplace Romain Grosjean lors de cette séance d'essais.

### Deuxième séance, le vendredi de 14 h à 15 h 30
| Pos. | Pilote           | Voiture          | Chrono         | Écart     |
| ---- | ---------------- | ---------------- | -------------- | --------- |
| 1    | Lewis Hamilton   | Mercedes         | 1 min 37 s 219 |           |
| 2    | Kimi Räikkönen   | Ferrari          | 1 min 37 s 662 | + 0 s 443 |
| 3    | Daniel Ricciardo | Red Bull-Renault | 1 min 38 s 311 | + 1 s 092 |
| 4    | Sebastian Vettel | Ferrari          | 1 min 38 s 339 | + 1 s 120 |
| 5    | Nico Rosberg     | Mercedes         | 1 min 38 s 399 | + 1 s 180 |
| 6    | Daniil Kvyat     | Red Bull-Renault | 1 min 38 s 737 | + 1 s 518 |

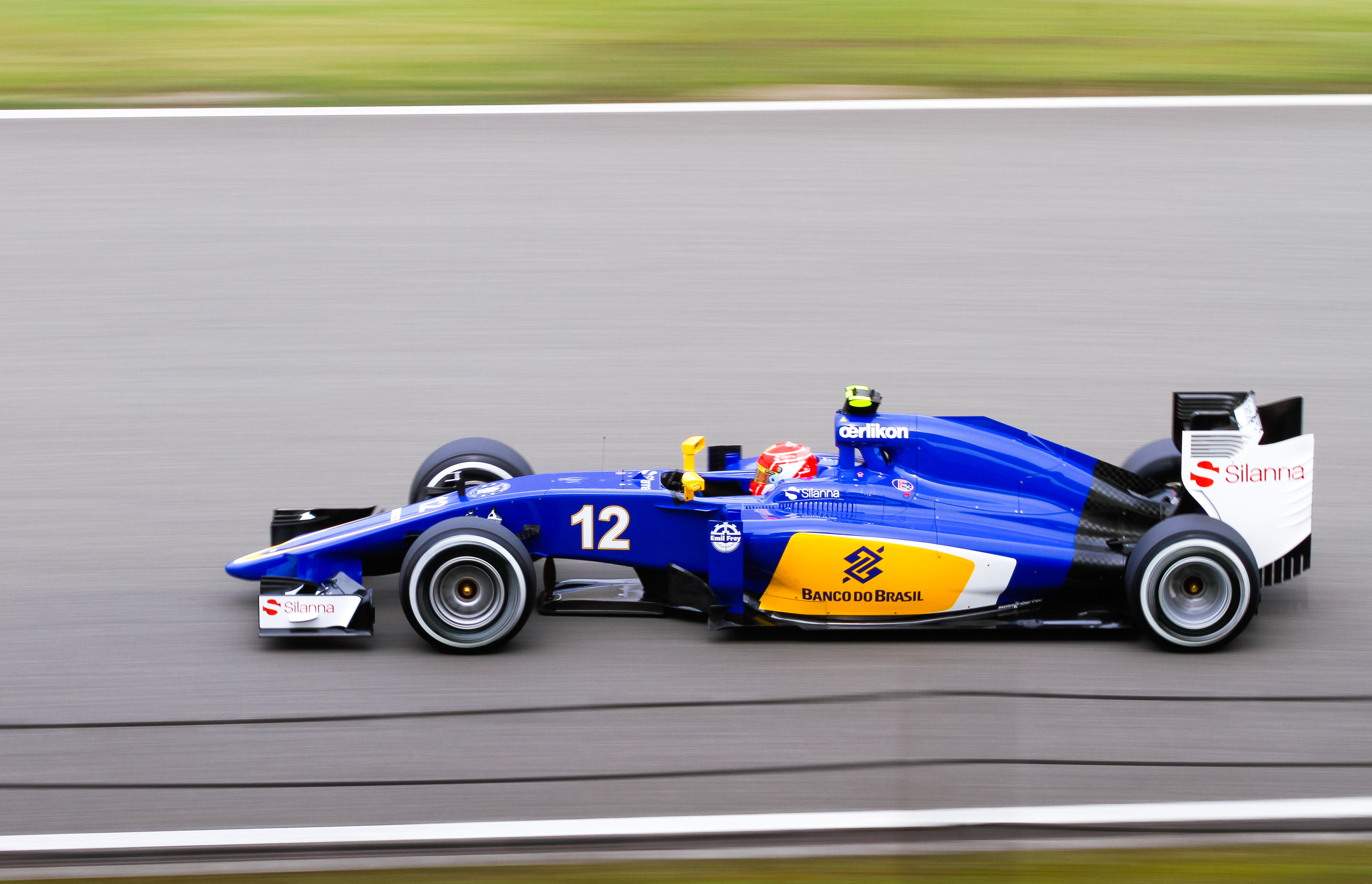
Felipe Nasr au Grand Prix de Chine 2015.

Sous une température ambiante de 16 °C dans l'air, et une piste à 40 °C, débute la deuxième séance d'essais libres du Grand Prix de Chine. Les Manor Marussia des pilotes novices Roberto Merhi et Will Stevens sont les premières en piste, roulant de conserve avec Romain Grosjean qui avait cédé son baquet à Jolyon Palmer lors des premiers essais. Dès sa sortie, Sebastian Vettel perd le contrôle de sa Ferrari en sortie de virage et part en tête-à-queue dans les graviers, sans conséquence, tandis que Nico Rosberg, en pneus durs, fixe le temps de référence en 1 min 39 s 126,,.  
Kimi Räikkönen, qui se plaint de problèmes de freins, est relégué à plus d'une seconde alors que Lewis Hamilton, en 1 min 39 s 058, améliore de 68 millièmes de seconde la performance de son coéquipier malgré quelques blocages de roue à l'épingle. Au même moment, un individu traverse la piste dans la ligne droite des stands, obligeant Felipe Nasr à faire une manœuvre réflexe pour éviter l'accident ; identifié par la police et interpellé, l'homme a déclaré vouloir piloter une des voitures. Au terme de la première demi-heure, les deux Red Bull RB11 de Daniel Ricciardo et Daniil Kvyat restent les seules monoplaces à n'avoir pas pris la piste,,.
À une heure du drapeau à damier, Kimi Räikkönen prend la première place du classement, en 1 min 37 s 662. Cette performance est toutefois due au fait qu'il est le premier à chausser les pneus les plus tendres fournis par Pirelli. Quelques instants plus tard, chaussé de même, Lewis Hamilton passe en tête en 1 min 37 s 219 tandis que Robserg rate sa sortie du dernier virage et concède 7 dixièmes de seconde au Finlandais,,.
Alors que tous les pilotes améliorent leurs performances en passant aux gommes tendres, Felipe Massa, au freinage de l'épingle, voit sa Williams FW37 lui échapper ; il frotte légèrement le mur et endommage son aileron avant dont une partie se coince sous la monoplace. Comme Massa ne peut pas repartir, la session est interrompue au drapeau rouge afin de permettre l'évacuation de la monoplace. La séance est relancée quelques minutes plus tard, mais personne ne parvient à améliorer la performance d'Hamilton. Daniel Ricciardo hisse sa Red Bull au troisième rang, entre les Ferrari de Räikkonen et Vettel, profitant de l'amélioration des conditions de piste. La fin de séance est marquée par l'accident de Kvyat qui quitte son stand avec un frein arrière-gauche en feu, provoquant un gros dégagement de fumée ; privé de freins, le Russe heurte un mur de pneus en tentant de ramener sa monoplace au stand et endommage son aileron avant,,.

### Troisième séance, le samedi de 12 h à 13 h
| Pos. | Pilote           | Voiture          | Chrono         | Écart     |
| ---- | ---------------- | ---------------- | -------------- | --------- |
| 1    | Lewis Hamilton   | Mercedes         | 1 min 37 s 615 |           |
| 2    | Nico Rosberg     | Mercedes         | 1 min 37 s 841 | + 0 s 226 |
| 3    | Sebastian Vettel | Ferrari          | 1 min 38 s 313 | + 0 s 698 |
| 4    | Kimi Räikkönen   | Ferrari          | 1 min 38 s 512 | + 0 s 897 |
| 5    | Daniel Ricciardo | Red Bull-Renault | 1 min 39 s 020 | + 1 s 405 |
| 6    | Daniil Kvyat     | Red Bull-Renault | 1 min 39 s 106 | + 1 s 491 |

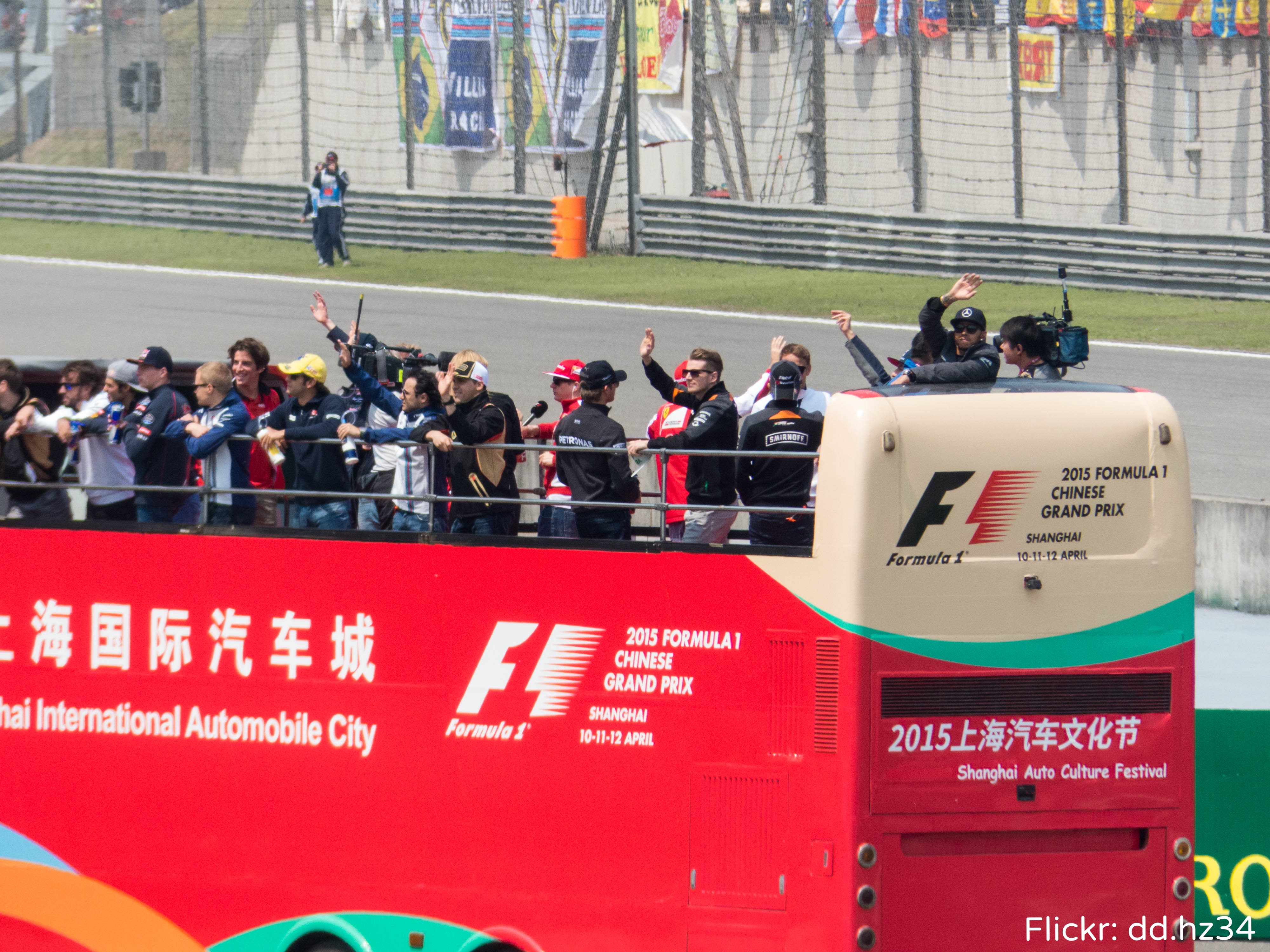
La parade des pilotes au Grand Prix de Chine 2015.

La troisième et dernière séance d'essais libres du Grand Prix de Chine débute sous une température ambiante de 17 °C. Alors que les pilotes s'élancent un à un pour un premier tour d'installation, Fernando Alonso immobilise sa McLaren MP4-30 fumante sur le bord de piste. Felipe Nasr fixe le temps de référence en 1 min 42 s 144, en pneus durs,,.   
Carlos Sainz Jr. améliore en 1 min 41 s 302 puis cède sa position à Sebastian Vettel (1 min 40 s 713), Nico Rosberg (1 min 40 s 055) et Lewis Hamilton en 1 min 39 s 776. Romain Grosjean, victime d'un ennui technique sur sa Lotus E23 Hybrid perd près de vingt-cinq minutes au stand. Avant de se relancer, Lewis Hamilton, qui se plaint de la chaleur régnant à l'intérieur de son cockpit, demande à changer son siège baquet,,. 
Dans le dernier quart d'heure, les pilotes reprennent la piste en pneus tendres et Daniil Kvyat passe en tête en 1 min 39 s 106. Rosberg boucle son premier tour lancé en 1 min 37 s 841 puis son coéquipier Hamilton améliore de 2 dixièmes de secondes, en 1 min 37 s 615. Les Ferrari SF15-T sont reléguées à 7 dixièmes de seconde des Mercedes et les Red Bull RB11 à près d'une seconde et demi, juste devant les Toro Rosso STR10 et les Williams FW37,,.

## Séances de qualifications

### Résultats des qualifications

#### Session Q1
La première phase de la séance qualificative du Grand Prix débute sous une température ambiante de 19 °C. Roberto Merhi et Will Stevens, les deux pilotes Manor Marussia sortent immédiatement chaussés des pneus les plus tendres pour augmenter leurs chances de qualification en tournant dans la limite des 107 % du meilleur tour enregistré en Q1 ; ils sont imités par Nico Hülkenberg et Sergio Pérez, conscients des faiblesses de leur Force India VJM08, par Felipe Nasr et Marcus Ericsson au volant des Sauber C34 ainsi que par Fernando Alonso et Jenson Button pilotant des McLaren MP4-30 à la peine. Kimi Räikkönen établit le temps de  référence en 1 min 40 s 917,,.
Sebastian Vettel, toujours en pneus durs, améliore en 1 min 39 s 912 puis Lewis Hamilton prend la tête en 1 min 38 s 285. Tous les pilotes rentrent alors pour chausser les pneus tendres qui procurent un avantage de près de deux secondes au tour. Les pilotes Williams F1 Team prennent enfin la piste, directement en pneus tendres, afin d'économiser un train de pneus durs. Valtteri Bottas améliore le temps d'Hamilton (1 min 38 s 014) mais ne peut résister ni à Räikkönen (1 min 37 s 790) ni à Sebastian Vettel (1 min 37 s 502) ; Les pilotes Mercedes font quant à eux le choix de ne pas remonter en piste car leurs performances en pneus durs leur permettent de passer en Q2 tout en économisant un train de pneus tendres,,.
Les cinq pilotes éliminés sont Roberto Merhi et son coéquipier Will Stevens, Nico Hülkenberg, Fernando Alonso et son coéquipier Jenson Button,,.

#### Session Q2
Tous les pilotes s'élancent en piste en pneus tendres pour augmenter leurs chance d'aller en Q3. Marcus Ericsson établit le temps de référence en 1 min 39 s 240,,. 
Valtteri Bottas améliore en 1 min 38 s 475 alors que, comme lors de l'épreuve précédente sur le circuit international de Sepang, Lewis Hamilton est victime d'une perte de télémétrie ; cela n'empêche pas le Britannique de prendre la tête, en 1 min 36 s 423, juste devant son coéquipier Nico Rosberg (1 min 36 s 747). Force India, qui sait n'avoir aucune chance de permettre à Sergio Pérez de passer en Q3, décide de ne pas le faire monter en piste pour préserver ses pneus et sa mécanique. La Scuderia Ferrari ne laisse sortir ses pilotes qu'en toute fin de session pour s'emparer des deux positions derrière les Mercedes, l'objectif fixé dès le début du week-end,,.
Bottas et Felipe Massa sont en danger d'élimination dans les dernières minutes de la séance ; malgré le fort trafic en piste, Bottas gagne plusieurs dixièmes de seconde qui repoussent notamment au classement les deux pilotes de la Scuderia Toro Rosso, une Red Bull Racing et une Lotus F1 Team. Les cinq pilotes éliminés sont ainsi Sergio Pérez, Carlos Sainz Jr., Max Verstappen, Daniil Kvyat et Pastor Maldonado,,.

#### Session Q3
Deux Mercedes, deux Ferrari, deux Williams, deux Sauber ainsi que la Lotus de Romain Grosjean et la Red Bull de Daniel Ricciardo repartent pour un maximum de deux tours lancés en pneus tendres. Lewis Hamilton fixe le temps de référence en 1 min 35 s 782 à l'issue de sa première tentative ; il devance son coéquipier Nico Rosberg, en 1 min 36 s 062, et Felipe Massa qui, en 1 min 37 s 365, précède Sebastian Vettel, Valtteri Bottas, Kimi Räikkönen, Ricciardo et Grosjean tandis que les Sauber restent dans leur stand,,.
Les pilotes rentrent chausser un nouveau train de pneus tendres et se relancent pour leur deuxième tentative. Si Rosberg améliore, en 1 min 35 s 824, il n'est pas en mesure d'empêcher son coéquipier de réaliser sa quarante-et-unième pole position en Formule 1. Vettel et Felipe Massa s'élanceront depuis la deuxième ligne, devant Bottas et Räikkönen, Ricciardo et Grosjean et enfin Nasr et Ericsson,,.

### Grille de départ du Grand Prix

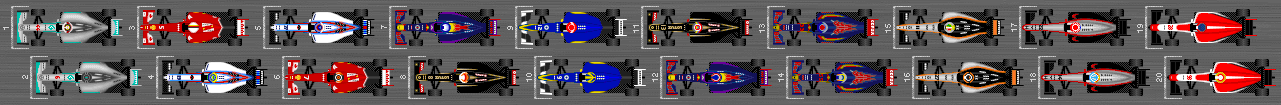
La grille de départ du Grand Prix de Chine 2015.

| Pos.                                                                                      | Pilote           | Écurie                 | Qualifications 1 | Qualifications 2 | Qualifications 3 |
| ----------------------------------------------------------------------------------------- | ---------------- | ---------------------- | ---------------- | ---------------- | ---------------- |
| 1                                                                                         | Lewis Hamilton   | Mercedes               | 1 min 38 s 285   | 1 min 36 s 423   | 1 min 35 s 782   |
| 2                                                                                         | Nico Rosberg     | Mercedes               | 1 min 38 s 496   | 1 min 36 s 747   | 1 min 35 s 824   |
| 3                                                                                         | Sebastian Vettel | Ferrari                | 1 min 37 s 502   | 1 min 36 s 957   | 1 min 36 s 687   |
| 4                                                                                         | Felipe Massa     | Williams-Mercedes      | 1 min 38 s 433   | 1 min 37 s 357   | 1 min 36 s 954   |
| 5                                                                                         | Valtteri Bottas  | Williams-Mercedes      | 1 min 38 s 014   | 1 min 37 s 763   | 1 min 37 s 143   |
| 6                                                                                         | Kimi Räikkönen   | Ferrari                | 1 min 37 s 790   | 1 min 37 s 109   | 1 min 37 s 232   |
| 7                                                                                         | Daniel Ricciardo | Red Bull-Renault       | 1 min 38 s 534   | 1 min 37 s 939   | 1 min 37 s 540   |
| 8                                                                                         | Romain Grosjean  | Lotus-Mercedes         | 1 min 38 s 209   | 1 min 38 s 063   | 1 min 37 s 905   |
| 9                                                                                         | Felipe Nasr      | Sauber-Ferrari         | 1 min 38 s 521   | 1 min 38 s 017   | 1 min 38 s 067   |
| 10                                                                                        | Marcus Ericsson  | Sauber-Ferrari         | 1 min 38 s 941   | 1 min 38 s 127   | 1 min 38 s 158   |
| 11                                                                                        | Pastor Maldonado | Lotus-Mercedes         | 1 min 38 s 563   | 1 min 38 s 134   |                  |
| 12                                                                                        | Daniil Kvyat     | Red Bull-Renault       | 1 min 39 s 051   | 1 min 38 s 209   |                  |
| 13                                                                                        | Max Verstappen   | Toro Rosso-Renault     | 1 min 38 s 387   | 1 min 38 s 393   |                  |
| 14                                                                                        | Carlos Sainz Jr. | Toro Rosso-Renault     | 1 min 38 s 622   | 1 min 38 s 538   |                  |
| 15                                                                                        | Sergio Pérez     | Force India-Mercedes   | 1 min 38 s 903   | 1 min 39 s 290   |                  |
| 16                                                                                        | Nico Hülkenberg  | Force India-Mercedes   | 1 min 39 s 216   |                  |                  |
| 17                                                                                        | Jenson Button    | McLaren-Honda          | 1 min 39 s 276   |                  |                  |
| 18                                                                                        | Fernando Alonso  | McLaren-Honda          | 1 min 39 s 280   |                  |                  |
| 19                                                                                        | Will Stevens     | Manor Marussia-Ferrari | 1 min 42 s 091   |                  |                  |
| 20                                                                                        | Roberto Merhi    | Manor Marussia-Ferrari | 1 min 42 s 842   |                  |                  |
| Temps minimal à réaliser pour la qualification : 1 min 44 s 327 (107 % de 1 min 37 s 502) |                  |                        |                  |                  |                  |

## Course

### Déroulement de l'épreuve

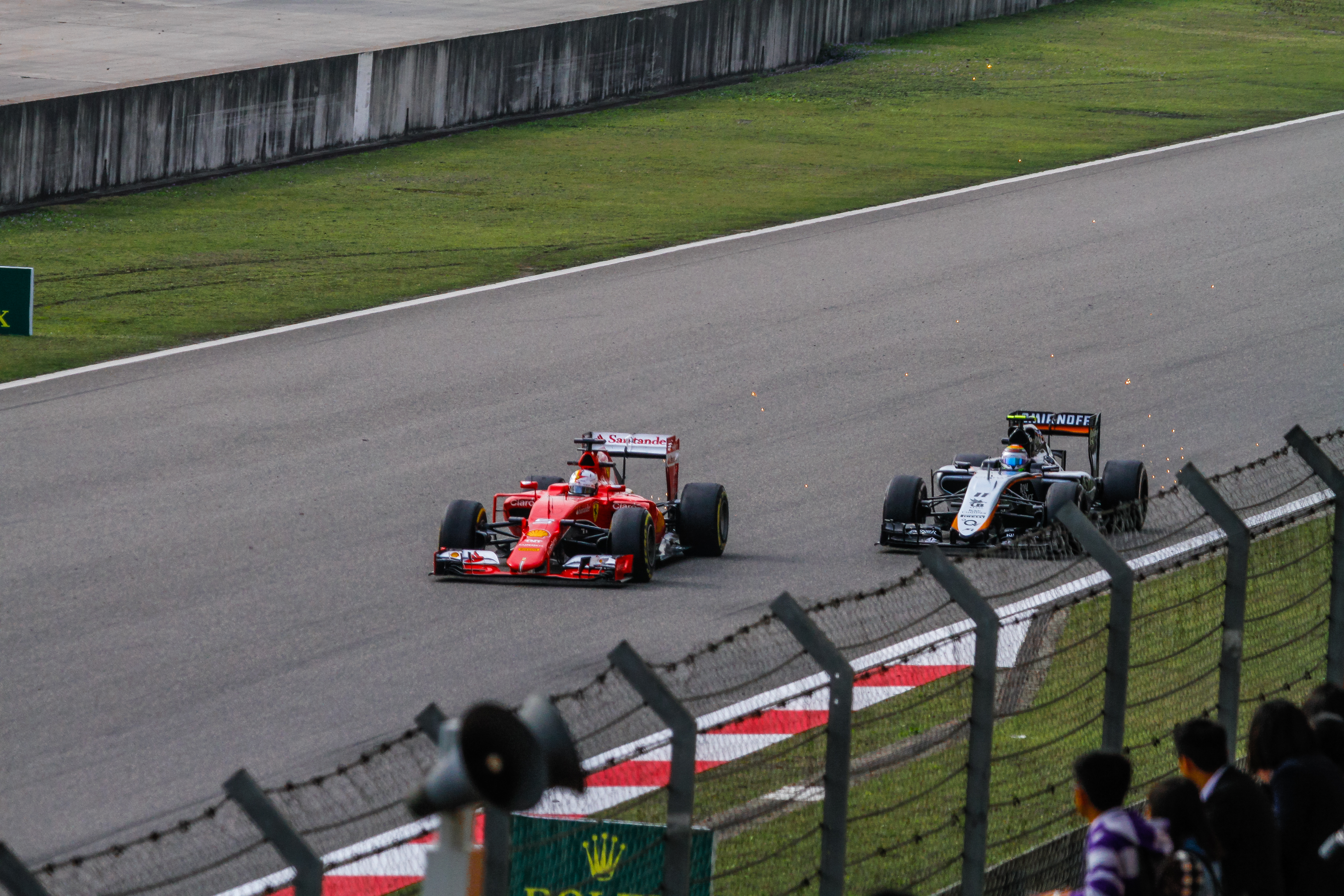
Vettel dépassant Pérez au Grand Prix de Chine 2015.

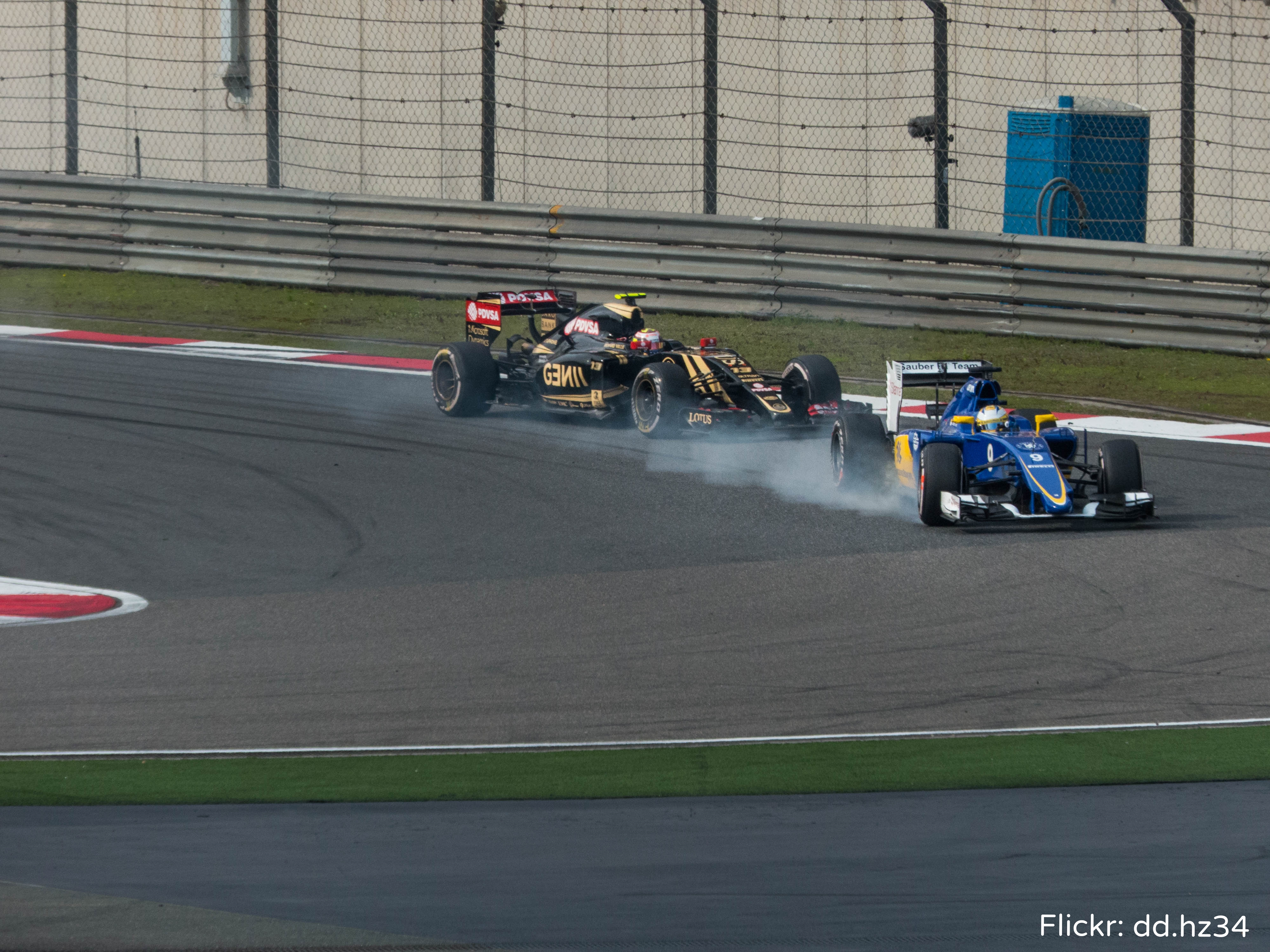
Blocage de roue de Marcus Ericsson devant Pastor Maldonado au Grand Prix de Chine 2015.

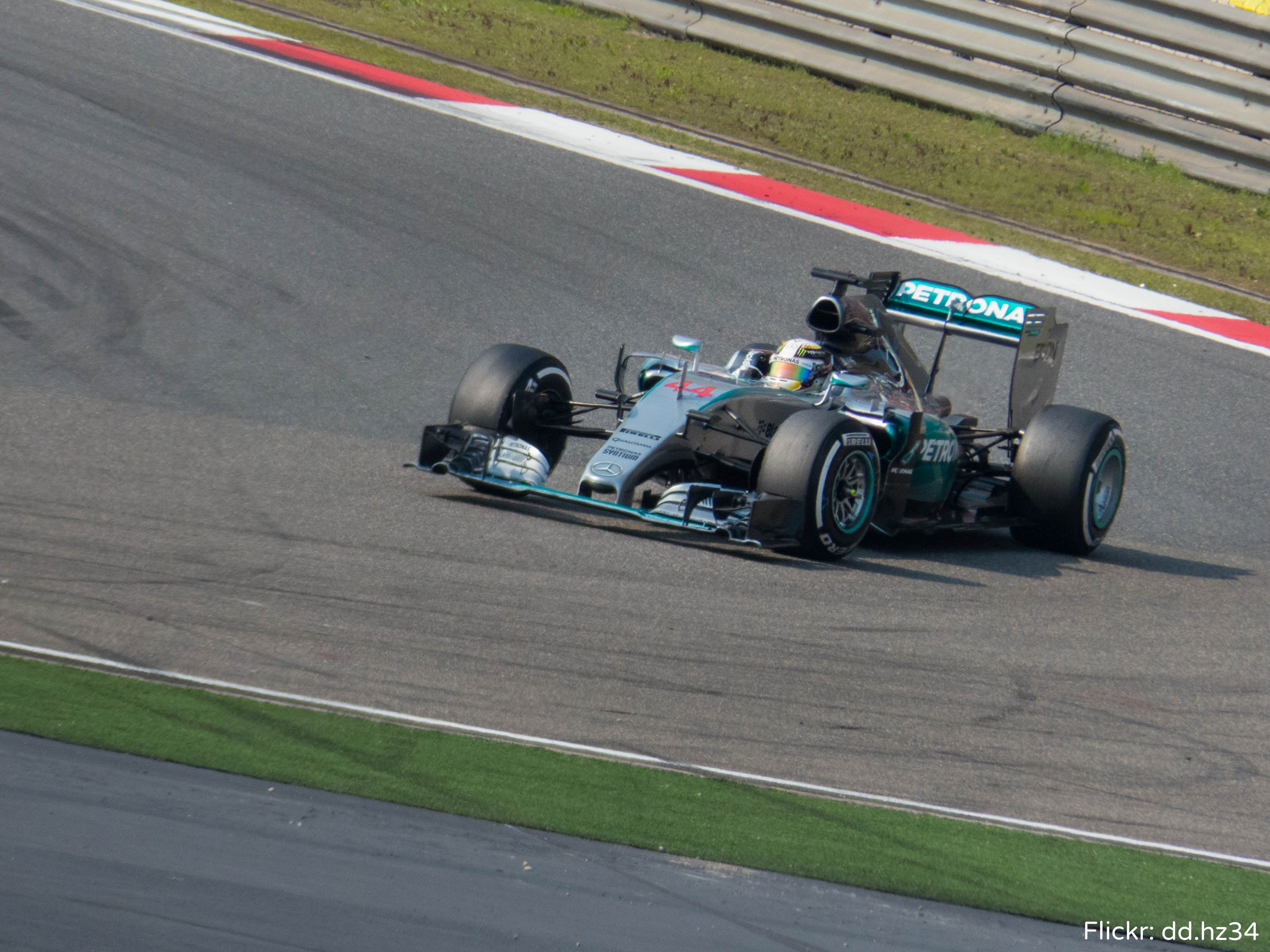
Hamilton, vainqueur du Grand Prix de Chine 2015.

Le temps est au beau fixe au départ du Grand Prix de Chine ; Lewis Hamilton et Nico Rosberg sont en première ligne, devant Sebastian Vettel et Felipe Massa. À l'extinction des feux, Hamilton change immédiatement de ligne pour bloquer la voie à Rosberg. Kimi Räikkönen, qualifié sixième, prend l'avantage sur les deux Williams dans les trois premiers freinages. Sur sa Red Bull RB11, Daniel Ricciardo, septième sur la grille, rate complètement son envol et perd dix places. Au premier passage sur la ligne, Hamilton précède Rosberg, Vettel, Räikkönen, Massa, Valtteri Bottas, Romain Grosjean, Felipe Nasr, Marcus Ericsson et Pastor Maldonado,,. 
Carlos Sainz Jr., le seul avec Max Verstappen à avoir pris le départ de la course en pneus durs part en tête-à-queue dans le second tour en tentant de doubler une Force India par l'extérieur. En tête de course, au troisième tour, Hamilton a creusé un écart d'une seconde sur Nico Rosberg ; Vettel est à plus de deux secondes et Räikkönen à quatre secondes. À l'arrière du peloton, Daniil Kvyat bouchonne son coéquipier Ricciardo qui met plusieurs tours à le doubler malgré les injonctions du stand. Si l'écart reste stable entre les deux pilotes Mercedes, Vettel lâche peu à peu prise : il est repoussé à quatre secondes du leader au dixième tour,,. 
Quelques instants plus tard, Nico Hülkenberg abandonne sur panne de boîte de vitesses tandis que Nasr rentre le premier, au onzième tour, pour changer ses pneus tendres déjà totalement usés ; Maldonado et Sergio Pérez l'imitent au tour suivant puis Grosjean, Verstappen (pourtant chaussé de pneus durs plus endurants), Fernando Alonso, Vettel, Massa, Hamilton, Bottas, Ricciardo, Ericsson, Jenson Button, Rosberg et Räikkönen stoppent entre les treizième et seizième tours. Kvyat abandonne sa Red Bull, moteur en feu, sur le bord de la piste,,.
Au dix-neuvième tour, Hamilton a repris la tête devant Rosberg (à 2 secondes) et Vettel (à 4 secondes) ; suivent Räikkönen (+ 9 s), Massa (+ 19 s), Bottas (+ 24 s), Maldonado (+ 27 s), Grosjean (+ 30 s), Nasr et Verstappen (+ 36 s). Sainz s'arrête le dernier, au vingtième tour, et abandonne peu après. Nico Rosberg annonce à son écurie qu'il souhaiterait que Lewis Hamilton augmente son rythme car Vettel se rapproche de lui tandis qu'il ne peut pas se rapprocher de son équipier sans détruire ses pneus. Au vingt-cinquième tour, Räikkönen, quatrième, est à 7 secondes d'Hamilton qui devance Rosberg d'une seconde et Vettel de deux secondes,,. 
Vettel change ses pneus au trente-et-unième tour avec l'espoir de réaliser l'undercut sur Rosberg, rentré au tour suivant ; Hamilton stoppe au trente-quatrième tour (en même temps que Maldonado qui est rentré trop vite et a dû prendre une échappatoire) et Räikkönen au suivant. Au trente-huitième tour, à l'issue des arrêts au stands, Hamilton possède 5 secondes d'avance sur Rosberg, 11 sur Vettel et 15 sur Räikkönen ; suivent Massa (+ 43 s), Bottas (+ 52 s), Grosjean, Pérez, Verstappen et Nasr. Après s'être frôlés à de nombreuses reprises pour le gain de la treizième place, Button et Maldonado (qui entretemps est parti en tête-à-queue à cause d'une défaillance de ses freins) s'accrochent sous les yeux de Fernando Alonso qui gagne ainsi deux positions. Si Button est en mesure de terminer la course (avec 5 secondes de pénalité pour avoir provoqué l'accrochage), le Vénézuélien abandonne pour la troisième fois de la saison,,.
Alors qu'il reste trois tours à boucler, Max Verstappen, en huitième position, renonce en raison d'une défaillance de son moteur Renault ; l'immobilisation de la Toro Rosso dans la ligne droite de départ provoque l'entrée en piste de la voiture de sécurité et la neutralisation de la course jusqu'à l'arrivée une arrivée sous drapeau jaune, au ralenti. Lewis Hamilton remporte sa deuxième victoire de la saison en trois courses et conforte sa première place au championnat. Nico Rosberg termine deuxième et Vettel complète le  podium ; suivent pour les points Kimi Räikkönen, Felipe Massa, Valtteri Bottas, Romain Grosjean, Felipe Nasr, Daniel Ricciardo et Marcus Ericsson,,.

### Classement de la course
| Pos. | no | Pilote           | Écurie                 | Tours | Temps/Abandon                          | Grille | Points |
| ---- | -- | ---------------- | ---------------------- | ----- | -------------------------------------- | ------ | ------ |
| 1    | 44 | Lewis Hamilton   | Mercedes               | 56    | 1 h 39 min 42 s 008 (183,590 km/h)     | 1      | 25     |
| 2    | 6  | Nico Rosberg     | Mercedes               | 56    | + 0 s 714                              | 2      | 18     |
| 3    | 5  | Sebastian Vettel | Ferrari                | 56    | + 2 s 988                              | 3      | 15     |
| 4    | 7  | Kimi Räikkönen   | Ferrari                | 56    | + 3 s 835                              | 6      | 12     |
| 5    | 19 | Felipe Massa     | Williams-Mercedes      | 56    | + 8 s 544                              | 4      | 10     |
| 6    | 77 | Valtteri Bottas  | Williams-Mercedes      | 56    | + 9 s 885                              | 5      | 8      |
| 7    | 8  | Romain Grosjean  | Lotus-Mercedes         | 56    | + 19 s 008                             | 8      | 6      |
| 8    | 12 | Felipe Nasr      | Sauber-Ferrari         | 56    | + 22 s 625                             | 9      | 4      |
| 9    | 3  | Daniel Ricciardo | Red Bull-Renault       | 56    | + 32 s 117                             | 7      | 2      |
| 10   | 9  | Marcus Ericsson  | Sauber-Ferrari         | 55    | + 1 tour                               | 10     | 1      |
| 11   | 11 | Sergio Pérez     | Force India-Mercedes   | 55    | + 1 tour                               | 15     |        |
| 12   | 14 | Fernando Alonso  | McLaren-Honda          | 55    | + 1 tour                               | 18     |        |
| 13   | 55 | Carlos Sainz Jr. | Toro Rosso-Renault     | 55    | + 1 tour                               | 14     |        |
| 14   | 22 | Jenson Button    | McLaren-Honda          | 55    | + 1 tour (dont 5 secondes de pénalité) | 17     |        |
| 15   | 28 | Will Stevens     | Manor Marussia-Ferrari | 54    | + 2 tours                              | 19     |        |
| 16   | 98 | Roberto Merhi    | Manor Marussia-Ferrari | 54    | + 2 tours                              | 20     |        |
| 17   | 33 | Max Verstappen   | Toro Rosso-Renault     | 52    | Moteur                                 | 13     |        |
| Abd. | 13 | Pastor Maldonado | Lotus-Mercedes         | 50    | Accrochage                             | 11     |        |
| Abd. | 26 | Daniil Kvyat     | Red Bull-Renault       | 15    | Moteur                                 | 12     |        |
| Abd. | 27 | Nico Hülkenberg  | Force India-Mercedes   | 9     | Boîte de vitesses                      | 16     |        |

NB : les deux derniers tours de la course se déroulent derrière la voiture de sécurité.

### Pole position et record du tour
- Pole position :  Lewis Hamilton (Mercedes Grand Prix) en 1 min 35 s 782 (204,878 km/h)[25].
- Meilleur tour en course :  Lewis Hamilton (Mercedes Grand Prix) en 1 min 42 s 208 (191,997 km/h) au trente-et-unième tour[26].

### Tours en tête
- Lewis Hamilton : 53 tours (1-13 / 16-33 / 35-56)[27]
- Nico Rosberg : 2 tours (14-15)
- Kimi Räikkönen : 1 tour (34)

## Classements généraux à l'issue de la course
| Pos. | Pilote           | Écurie               | Points |
| ---- | ---------------- | -------------------- | ------ |
| 1    | Lewis Hamilton   | Mercedes             | 68     |
| 2    | Sebastian Vettel | Ferrari              | 55     |
| 3    | Nico Rosberg     | Mercedes             | 51     |
| 4    | Felipe Massa     | Williams-Mercedes    | 30     |
| 5    | Kimi Räikkönen   | Ferrari              | 24     |
| 6    | Valtteri Bottas  | Williams-Mercedes    | 18     |
| 7    | Felipe Nasr      | Sauber-Ferrari       | 14     |
| 8    | Daniel Ricciardo | Red Bull-Renault     | 11     |
| 9    | Nico Hülkenberg  | Force India-Mercedes | 6      |
| 10   | Romain Grosjean  | Lotus-Mercedes       | 6      |
| 11   | Max Verstappen   | Toro Rosso-Renault   | 6      |
| 12   | Carlos Sainz Jr. | Toro Rosso-Renault   | 6      |
| 13   | Marcus Ericsson  | Sauber-Ferrari       | 5      |
| 14   | Daniil Kvyat     | Red Bull-Renault     | 2      |
| 15   | Sergio Pérez     | Force India-Mercedes | 1      |

| Pos. | Écurie               | Points |
| ---- | -------------------- | ------ |
| 1    | Mercedes             | 119    |
| 2    | Ferrari              | 79     |
| 3    | Williams-Mercedes    | 48     |
| 4    | Sauber-Ferrari       | 19     |
| 5    | Red Bull-Renault     | 13     |
| 6    | Toro Rosso-Renault   | 12     |
| 7    | Force India-Mercedes | 7      |
| 8    | Lotus-Mercedes       | 6      |

## Statistiques
Le Grand Prix de Chine 2015 représente :
- la 41e pole position de sa carrière pour Lewis Hamilton[30] ;
- la 35e victoire de sa carrière pour Lewis Hamilton[31] ;
- le 7e hat-trick de sa carrière pour Lewis Hamilton[32] ;
- la 31e victoire pour Mercedes en tant que constructeur[33] ;
- le 18e doublé pour Mercedes en tant que constructeur[34] ;
- la 117e victoire pour Mercedes en tant que motoriste[35].

Au cours de ce Grand Prix :
- Mark Blundell (61 Grands Prix disputés entre 1991 et 1995, trois podiums et 32 points inscrits, vainqueur des 24 Heures du Mans 1992 sur Peugeot 905) est nommé assistant des commissaires de course pour ce Grand Prix[36] ;
- En terminant septième, Romain Grosjean met fin à une série de 15 courses sans point ; il n'avait plus marqué depuis le Grand Prix de Monaco 2014[37] ;
- Mercedes Grand Prix bat le record de rapidité dans les stands avec un arrêt de 1,830 seconde ; le précédent record était tenu par Red Bull Racing en 1,923 seconde au Grand Prix automobile des États-Unis 2013[38].